# Kristen Bellová
Kristen Anne Bellová (nepřechýleně Bell; * 18. července 1980, Detroit, Michigan) je americká herečka, komička, zpěvačka, scenáristka a producentka. Účinkuje ve filmových i televizních projektech a mezi její ocenění patří jedna nominace na cenu Emmy a dvě nominace na Zlatý glóbus. V roce 2025 byla časopisem Time zařazena na seznam 100 nejvlivnějších lidí světa.
Proslavila se rolí titulní postavy v seriálu Veronica Mars (2004–2007), kterou si zopakovala ve filmovém pokračování z roku 2014 a revivalu z roku 2019. Ztvárnila také roli Elle Bishop v superhrdinském dramatickém seriálu Hrdinové (2007–2008), dabovala titulní vypravěčku v dramatickém seriálu pro dospívající Super drbna (2007–2012) a jeho samostatném pokračování z roku 2021. Obdržela dvě nominace na Zlatý glóbus za hlavní role v komediálním seriálu Dobré místo (2016–2020) společnosti NBC a romantickém komediálním seriálu Tohle nikdo nechce (2024) společnosti Netflix, přičemž za druhý zmíněný seriál obdržela také nominaci na cenu Emmy.
Během účinkování v seriálu Veronica Mars si Bell zahrála v televizním muzikálu Tráva (2005) a hororu Puls (2006). Od té doby se objevila v řadě komedií, včetně Kopačky (2008), Trable v ráji (2009), Zase ona! (2010), Šéfka (2016), Matky na tahu (2016) a Matky na tahu o Vánocích (2017). Dalšího uznání se jí dostalo za dabing princezny Anny v animovaných filmech Ledové království (2013) a Ledové království II (2019).

## Životopis
Narodila se 18. července 1980 v Detroitu ve státě Michigan. Její matka Lorelei pracovala jako zdravotní sestra a její otec Tom působil jako režisér televizních zpráv na stanici CBS v Sacramentu. Když jí byly dva roky, rodiče se rozvedli. Z druhého manželství svého otce má dvě  sestry: Saru a Jody. Má polské, německé, skotské a irské kořeny. Už jako malá snila o herecké dráze, ale byla hodně stydlivá a plachá. Velkou zásluhu na odstranění těchto problémů, které jí bránily ve splnění snu, měla její matka. Rodina se odstěhovala do New Yorku, kde Bellová začala studovat obor muzikál na prestižní univerzitě Tisch School of the Arts.

## Kariéra
V roce 2001 debutovala na Broadwayi v divadelní hře The Adventures of Tom Sawyer. Uvědomila si, že může být stejně dobrá i ve filmu nebo televizi, takže se vydala do Los Angeles.
Hrála v televizních filmech Moonlight Bay a Gracie's Choice. Pozornost na sebe upoutala i účinkováním v seriálech Everwood a Deadwood. Ve 24 letech vyhrála konkurz na hlavní roli v seriálu Veronica Mars, který se vysílal během let 2004–2007. Roli si zopakovala v roce 2014 ve stejnojmenném filmu. Po seriálu Veronica Mars získala roli v seriálu Hrdinové, která jí vynesla nominaci na Cenu Saturn. V seriálu Super drbna namluvila v každé epizodě hlas hlavní postavy, sama se však v pořadu objevila pouze v cameo roli v posledním díle, kde ztvárnila samu sebe. Bellová nehrála jen v seriálech, objevila se i ve filmech jako Rande v Římě (2010), Varieté (2010), Zase ona! (2010) a Mládeži nepřístupno (2013). V roce 2013 propůjčila svůj hlas princezně Anně ve filmu Ledové království. Roku 2016 namluvila postavu v animovaném filmu Zootropolis: Město zvířat a zahrála si ve snímcích Šéfka a Matky na tahu. Během let 2016 až 2020 hrála Eleanor, hlavní postavu v seriálu Dobré místo.
V roce 2018 začala moderovat internetový seriál Momsplaining with Kristen Bell, jehož díly se vysílají na internetové stránce Ellen DeGeneres Ellentube. Roku 2019 si zopakovala roli Veroniky Marsové v osmidílné čtvrté řadě seriálu.

## Osobní život
Během let 1995 až 1996 chodila s hercem Matthewem Morrisonem. Čtyři roky, do roku 2007, chodila s producentem Kevinem Mannem.
V roce 2007 začala chodit s hercem Daxem Shepardem. Dvojice se zasnoubila v lednu 2010 a vzala se v říjnu 2013. Mají spolu dvě dcery: Lincoln Bell Shepard (narozena 28. března 2013) a Deltu Bell Shepard (narozena 19. prosince 2014). Je vegan a ochránce zvířat.

## Filmografie

### Film
| Rok  | Název                                | Role                  | Poznámky         |
| ---- | ------------------------------------ | --------------------- | ---------------- |
| 1998 | Polská svatba                        | teenagerka            |                  |
| 2001 | Tak nevyhrožuj                       |                       |                  |
| 2002 | People Are Dead                      | kamarádka Angely      |                  |
| 2003 | Království koček                     | Hiromi                | anglický dabing  |
| 2004 | Pravidla boje                        | Laura Newton          |                  |
| 2005 | Temné vody                           | sestřička Laurie      |                  |
| 2005 | Last Days of America                 | kamarádka z New Yorku |                  |
| 2005 | The Receipt                          | hezká dívka           | krátkometrážní   |
| 2005 | Tráva                                | Mary Lange            |                  |
| 2006 | 50 tablet                            | Gracie                |                  |
| 2006 | Puls                                 | Mattie                |                  |
| 2006 | Roman                                | Isis                  |                  |
| 2007 | Flatland: The Movie                  | Hex (hlas)            | krátkometrážní   |
| 2008 | Kopačky                              | Sarah Mashall         |                  |
| 2009 | Fanoušci                             | Zoe                   |                  |
| 2009 | Astro Boy                            | Cora (hlas)           |                  |
| 2009 | Trable v ráji                        | Cynthia               |                  |
| 2009 | Past na lásku                        | Sara                  |                  |
| 2010 | Rande v Římě                         | Beth                  |                  |
| 2010 | Zase ona!                            | Marni                 |                  |
| 2010 | Varieté                              | Nikky                 |                  |
| 2010 | Astro Boy vs. The Junkyard Pirates   | Cora (hlas)           | krátkometrážní   |
| 2010 | Dostaň ho tam                        | Sarah Mashall         |                  |
| 2010 | Lost Masterpieces of Pornography     | June Crenshaw         | krátkometrážní   |
| 2011 | Vřískot 4                            | Chloe                 |                  |
| 2012 | Vlastní zbraň podmínkou              | Belinda St. Sing      |                  |
| 2012 | Máme rádi velryby                    | Jill Jerard           |                  |
| 2012 | Flatland 2: Sphereland               | Hex (hlas)            |                  |
| 2012 | Stuck in Love                        | Tricia                |                  |
| 2012 | Naboř a ujeď                         | Annie                 | také producentka |
| 2013 | Some Girl(s)                         |                       |                  |
| 2013 | The Lifeguard                        |                       |                  |
| 2013 | Ledové království                    | princezna Anna (hlas) |                  |
| 2013 | Mládeži nepřístupno                  | Supergirl             |                  |
| 2014 | Veronica Marsová                     | Veronica Marsová      | také producentka |
| 2014 | Unity                                | vypravěčka            | dokument         |
| 2015 | Oslava v Ledovém království          | Princezna Anna (hlas) |                  |
| 2016 | Zootropolis: Město zvířat            | Priscilla (hlas)      |                  |
| 2016 | Šéfka                                | Claire Rawlings       |                  |
| 2016 | Matky na tahu                        | Kiki                  |                  |
| 2017 | CHiPs                                | Karen Baker           |                  |
| 2017 | Milovník po přechodu                 | Cindy                 |                  |
| 2017 | Matky na tahu o Vánocích             | Kiki                  |                  |
| 2017 | Ledové království: Vánoce s Olafem   | Anna (hlas)           |                  |
| 2017 | The Disaster Artist: Úžasný propadák | sama sebe             |                  |
| 2018 | Pandas                               | vypravěčka            | dokument         |
| 2018 | Like Father                          | Rachel Hamilton       |                  |
| 2018 | Raubíř Ralf a internet               | princezna Anna (hlas) |                  |
| 2018 | Mladí Titáni do toho!: Ve filmu      | Jade Wilson (hlas)    |                  |
| 2019 | Ledové království II                 | Anna (hlas)           |                  |
| 2021 | Královny kupónů                      | Connie Kaminski       |                  |
| 2022 | Lidi, které nesnášíme na svatbě      | Alice Stevenson       |                  |
| 2023 | Tlapková patrola ve velkofilmu       | Janet (hlas)          |                  |
| 2023 | Bylo nebylo jedno studio             | Anna (hlas)           | krátkometrážní   |

### Televize
| Rok             | Název                                          | Role                                  | Poznámky                                                                  |
| --------------- | ---------------------------------------------- | ------------------------------------- | ------------------------------------------------------------------------- |
| 2003            | Policejní odznak                               | Jessica Hintel                        | díl: The Quick Fix                                                        |
| 2003            | American Dreams                                | Amy Fielding                          | díl: Act of Contrition                                                    |
| 2003            | The O'Keefes                                   | majitelka Virginia                    | 2 díly                                                                    |
| 2003            | Měsíční záliv                                  | Alison Dodge                          | TV film                                                                   |
| 2003            | Everwood                                       | Stacey WIlson                         | díl: Extra Ordinary                                                       |
| 2004            | Sestra i matka                                 | Gracie Thompson                       | TV film                                                                   |
| 2004            | Deadwood                                       | Flora Anderson                        | 2 díly                                                                    |
| 2004–2007, 2019 | Veronica Mars                                  | Veronica Marsová                      | hlavní role; také výkonná producentka (čtvrtá řada)                       |
| 2007–2008       | Hrdinové                                       | Elle Bishop                           | 12 dílů                                                                   |
| 2007–2012       | Super drbna                                    | Super drbna (hlas)                    | 120 epizod (hlas); cameo v jednom díle                                    |
| 2009            | Cleveland show                                 | Mandy (hlas)                          | díl: Cleveland psovrah                                                    |
| 2009–10         | Párty na klíč                                  | Uda Bengt                             | 2 díly                                                                    |
| 2011            | Glenn Martin DDS                               | Hayley (hlas)                         | díl: Videogame Wizard                                                     |
| 2011            | Robot Chicken                                  | Hermione Granger / Sara Lee           | díl: Some Like It Hitman                                                  |
| 2012–16         | Unsupervised                                   | Megan (hlas)                          | 13 dílů                                                                   |
| 2012–16         | Profesionální lháři                            | Indgrid de Forest                     | 58 dílů                                                                   |
| 2012            | Lovin' Lakin                                   | sama sebe                             | díl: Lakin Runs Into Kristen Bell                                         |
| 2013–14         | Parks and Recreation                           | Ingrid de Forest                      | 3 díly                                                                    |
| 2013            | Hollywood Game Night                           | sama sebe                             | díl: The One with the Friends                                             |
| 2013            | Lady Gaga and the Muppets' Holiday Spectacular | sama sebe                             | TV speciál                                                                |
| 2014–2015       | Bubble Guppies                                 | Rogirl (hlas)                         | 4 díly                                                                    |
| 2015            | Repeat After Me                                | sama sebe                             | díl 1.2                                                                   |
| 2015            | Simpsonovi                                     | Harper Jambowski (hlas)               | díl: Kamarádka s výhodami                                                 |
| 2015            | Liv a Maddie                                   | sama sebe                             | díl: Ask Her More-a-Rooney                                                |
| 2015            | It's Your 50th Christmas, Charlie Brown        | sama sebe                             | TV speciál                                                                |
| 2016            | iZombie                                        | sama sebe (hlas)                      | díl: Fifthy Shades of Grey Matter                                         |
| 2016            | Terrific Trucks                                | Zippy (hlas)                          | 3 díly                                                                    |
| 2016            | LEGO Frozen Northern Lights                    | Anna (hlas)                           | TV speciál, 3 díly                                                        |
| 2016            | Comedy Central Roast of Rob Lowe               | sama sebe                             | TV speciál                                                                |
| 2016–2020       | Dobré místo                                    | Eleanor Shellstrop                    | hlavní role, 53 dílů také režisérka dílu: The Funeral to End All Funerals |
| 2017            | Nobodies                                       | sama sebe                             | díl: Too Much of a Good Thing                                             |
| 2017            | Jimmy Kimmel Live!                             | sama sebe / moderátorka               | díl ze 4. května 2017                                                     |
| 2017            | Big Mouth                                      | různé hlasy                           | 3 díly                                                                    |
| 2017            | Griffinovi                                     | Martha (hlas)                         | díl: Petey IV                                                             |
| 2017            | BoJack Horseman                                | Ruthie (hlas)                         | díl: Ruthie                                                               |
| 2018            | The Ellen DeGeneres Show                       | sama sebe / moderátorka               | díl ze 31. května 2018                                                    |
| 2018            | The Joel McHale Show with Joel McHale          | sama sebe                             | díl: Pizza Ghost                                                          |
| 2019            | Last Week Tonight with John Oliver             | sama sebe                             | díl: Compounding Pharmacies                                               |
| 2019–2020       | Encore!                                        | sama sebe                             | také výkonná producentka, 12 dílů                                         |
| 2020            | Central Park                                   | Molly Tillerman (hlas)                | hlavní role, 10 dílů                                                      |
| 2020            | Into the Unknown: Making Frozen II             | sama sebe                             | 6 dílů                                                                    |
| 2020            | #KidsTogether: The Nickelodeon Town Hall       | sama sebe / moderátorka               | TV speciál, také výkonná producentka                                      |
| 2021–2023       | Gossip Girl                                    | Gossip Girl (hlas)                    | vypravěč                                                                  |
| 2022            | Žena v domě přes ulici od dívky v okně         | Anna Whitaker                         | minisérie; hlavní role                                                    |
| 2024            | Tohle nikdo nechce                             | Joanne                                | hlavní role                                                               |
| 2024            | Stařík v utajení                               | žena opouštějící vzdělávací přednášku | cameo                                                                     |

### Videohry
| Rok  | Název                                | Role          | Poznámky |
| ---- | ------------------------------------ | ------------- | -------- |
| 2007 | Assassin's Creed                     | Lucy Stillman |          |
| 2009 | Astro Boy: The Video Game            | Cora          |          |
| 2009 | Assassin's Creed II                  | Lucy Stillman |          |
| 2010 | Assassin's Creed: Brotherhood        | Lucy Stillman |          |
| 2013 | Disney Infinity                      | Anna          |          |
| 2014 | Disney Infinity: Marvel Super Heroes | Anna          |          |
| 2015 | Disney Infinity 3.0                  | Anna          |          |
| 2019 | Kingdom Hearts III                   | Anna          |          |

### Internet
| Rok       | Název                                   | Role      | Poznámky |
| --------- | --------------------------------------- | --------- | -------- |
| 2012      | Žhavá láska                             | Mandy     | 4 díly   |
| 2014      | Play It Again, Dick                     | sama sebe |          |
| 2017      | Ryan Hansen Solves Crimes on Television | sama sebe |          |
| 2018–2019 | Momsplaining with Kristen Bell          | sama sebe |          |

### Hudební videa
| Rok  | Název                   | Umělec   |
| ---- | ----------------------- | -------- |
| 2010 | „Madder Red“            | Yeasayer |
| 2017 | „Santa's Coming For Us“ | Sia      |
| 2019 | „Lost In The Woods“     | Weezer   |

### Divadlo
| Rok  | Název                      | Role              | Poznámky                    |
| ---- | -------------------------- | ----------------- | --------------------------- |
| 2001 | Dobrodružství Toma Sawyera | Becky Thatcher    | Broadway                    |
| 2001 | Tráva                      | Mary Lane         | Mimo-Broadway               |
| 2002 | The Crucible               | Susanna Walcott   | Broadway                    |
| 2002 | Malá noční hudba           | Fredrika Armfeldt | Kennedy Center, Washington  |
| 2003 | Sneaux                     | Sneaux Devareaux  | Los Angeles                 |
| 2004 | Malá noční hudba           | Fredrika Armfeldt | Los Angeles Opera           |
| 2014 | Vlasy                      | Sheila            | Hollywood Bowl, Los Angeles |